# Пітер Шор
Пітер Віллістон Шор (англ. Peter Williston  Shor; 14 серпня 1959, Нью-Йорк) — американський вчений, автор робіт у галузі геометрії, теорії ймовірностей, комбінаторики, теорії алгоритмів та квантової інформатики. Найбільш відомий своїми основоположними результатами в теорії квантових обчислень.
У 1994 році він розробив ефективний поліноміальний алгоритм розкладання великих чисел на множники для квантового комп'ютера (Алгоритм Шора). (Поліноміальний алгоритм розкладання великих чисел на множники на класичному комп'ютері до сих пір не виявлено і, на думку багатьох дослідників, це експоненціально важке завдання.) У 1995 році показав, що квантові обчислення можливо проводити і за наявності не дуже сильної декогеренції (незворотного впливу зовнішньої середовища), якщо при цьому використовувати квантову алгоритмічну корекцію помилок.
Лауреат премії Неванлінни (1998), премії Геделя (1999), стипендії МакАртура (1999) і безлічі інших престижних наукових нагород.

## Біографія
У 1977 році зайняв 3 місце на математичній олімпіаді США, після чого в складі американської збірної брав участь в міжнародній математичній олімпіаді в Югославії і завоював там срібну медаль.
У 1981 році закінчив навчання в Калтесі і отримав ступінь бакалавра математики. Продовжив навчання в аспірантурі Массачусетського технологічного інституту, де йому в 1985 році була присвоєно звання доктора філософії з прикладної математики. Науковим керівником кандидатської роботи Пітера Шора був Том Лейтон. Після захисту провів один рік в університеті Берклі, потім в 1986 році влаштувався на роботу в компанію Bell Labs.
У 2004 році перейшов з компанії на викладацьку роботу на кафедру математики Массачусетського технологічного інституту, де працює і понині.
У 2007 році Пітер Шор отримав нагороду від компанії Caltech.
1 жовтня 2011 року він був зарахований до Американської академії мистецтв та наук.